# Joeri Jansen
Pour les articles homonymes, voir Jansen.
Joeri Jansen, né à Turnhout le 28 mai 1979, est un athlète belge spécialiste du 800 mètres et se distingue également sur le 1 500 mètres et le cross-country. Il a été 5 fois champion de Belgique, dont une fois en salle. Joeri Jansen se distingue au niveau international en remportant la médaille d'argent du 800 m lors des Championnats d'Europe espoirs d'athlétisme 2001. Il détient le record de Belgique en salle du 800 m en 1 min 46 s 46. 

## Championnat de Belgique
| Discipline | Résultats | Année            |
| ---------- | --------- | ---------------- |
| 800 m      | 1re       | 2001, 2002, 2003 |
| 1500 m     | 1re       | 2005             |

Il est également champion de Belgique en salle du 1 500 mètres en 2003.

## Récompense
Il remporte le Spike d'Or en 2004.